# Erazm Ciołek (sufragan krakowski)
Erazm Ciołek (ur. ok. 1492, zm. 6 grudnia 1546) – opat mogilski, mianowany biskupem tytularnym Laodicea in Phrygia, sufragan krakowski.

## Życiorys
Ojcem Erazma Ciołka był krakowski mieszczanin Maciej Ciołek, trudniący się wytwarzaniem mydła, natomiast matką była zmarła w 1518 Agnieszka, poprzez którą Erazm spokrewniony był z zasłużoną rodziną Zasańskich, zawiadującą na przełomie XV i XVI wieku hutą szkła w Zasani, dziś w obrębie Trzemeśni w powiecie myślenickim. Erazm miał dwóch braci: Stanisława (kanonika pułtuskiego i płockiego) oraz Jana, lekarza krakowskiego. Byli oni bliskimi krewnymi biskupa płockiego, również Erazma Ciołka: Stanisław odziedziczył po nim znaczną część nieruchomości, a i kariery ich oraz ich krewnych Zasańskich – dzięki wpływom w kapitule płockiej wuja biskupa – potoczyły się łatwiej.
Erazm Ciołek rozpoczął w 1507 naukę w Akademii Krakowskiej; był tam m.in. uczniem poznańskiego księdza Walentego Wróbla, przyjaciela jego rodziców. Stopień bakałarza uzyskał w 1509, a w 1512 – magistra sztuk wyzwolonych. W wieku lat 30, w 1522, został wybrany opatem zakonu cystersów w Mogile pod Krakowem; okres jego zwierzchnictwa zapisał się jako czasy rozwoju i rozbudowy opactwa.
W 1531 wyjechał do Rzymu jako poseł Zygmunta I z zadaniem uzyskania zatwierdzenia przez papieża Klemensa VII przywileju, nadanego polskim ordynariuszom w sprawie obsadzania kościelnych beneficjów oraz wystarania się o zezwolenie na zawarcie związku małżeńskiego pomiędzy księciem Jerzym Słuckim a Heleną Radziwiłłówną. Pomyślnie załatwiwszy powierzone mu królewskie poselstwo zadbał o uzyskanie u papieża przywileju dla opatów w Mogile, przyznającego im w katedrze krakowskiej miejsce w stallach pomiędzy kanonikami, obok opata tynieckiego. Uzyskawszy ten przywilej (28 listopada 1531), po pięciu latach został podniesiony do rangi kanonika krakowskiego.
W 1544 kapituła krakowska wybrała go biskupem sufraganem, w październiku wziął udział w synodzie piotrkowskim, a 14 listopada tegoż roku otrzymał od papieża godność biskupa laodycejskiego.
Po śmierci pochowany pod kościołem mogilskim.